# 王釐土
王釐土（1555年—？），一作王𨤲土，字以慶，號小筠，山東東昌府朝城縣人，軍籍，明朝政治人物。

## 生平
萬曆四年（1576年）丙子科山東鄉試第六十一名，萬曆十四年（1586年）丙戌科會試二百九十三名，登三甲第二百七十二名進士。吏部观政，本年养病。十六年授直隶武强县知县，本年七月調繁清丰县，十七年調繁邯郸县，六月調蒲城县，二十一年升南京户部廣西司主事。

## 家族
曾祖王禮，曾任縣丞；祖父王瑀，曾任生員；父王之治，曾任生員。母尹氏（累表節婦）。永感下。弟釐圭、釐封，俱生员；釐寺、釐圻。